# السخرية في أدب الجاحظ
عمرو بن بحر بن محجوب الكناني (159 هـ - 255 هـ)، ولقبه الجاحظ والحدقي لبروز عينه؛ وكنيته أبو عثمان، وُلِد بالبصرة بالعراق في العِقد السادس من القرن الثاني من الهجرة. وقد تتلمذ الجاحظ على يد أساتذة الدولة العباسية، منهم الأصمعي الذي كان يحفظ ثلث اللغة؛ وأبو عبيدة؛ وأبو يزيد الأنصارى الذي قيل عنه إنه من أئمة الناس في اللغة، والشعر، وعلوم العرب؛ وكذلك الأخفش؛ وصالح بن جناح اللخمي؛ وإبراهيم بن سيار البلخي. ولقد انعقدت صلة بين الجاحظ وبين إبراهيم بن سيار إمام المعتزلة حتى صار الجاحظ زعيمًا لطائفة الجاحظية التي نُسبت إليه، وسُميت باسمه. ومن أسباب شهرة الجاحظ اتساع علمه، وتبحره فيه لأنه تأدب بآداب الفرس، وحكمة الهند، وفلسفة اليونان، فغزر علمه، ووضح بيانه والجدير بالذكر أن الجاحظ ألف عديدًا من الكتب التي تجاوزت السبعين بعد المائة بحسب إحصاء ابن النديم لآثار الجاحظ. ومن أشهر كتبه: كتاب البخلاء، وكتاب الحيوان، وكتاب البيان والتبين، ورسالة التربيع والتدوير. وهي كانت في أغلبها سخرية من العادات والتقاليد التي تفشت في عصره بصورة كبيرة، فكان يتخذ أسلوب الفكاهة والمرح في التعليق عليها ودحضها.

## فن السخرية قبل الجاحظ
كانت السخرية قبل عصر الجاحظ تأتي عفوية تارة، أو مقصودة لغرض من الأغراض السياسية تارة أخرى دون أن تقوم بالتحليل، والتصوير، والتشخيص لإبراز خصائص المجتمع. كذلك لم يُؤلِّف في السخرية - قبل الجاحظ - كتاب يرد نوادر المجتمع ليظهر سماته باستثناء المدائني في كتابه الأكلة الذي كان إخبارياً في نوادره، وأبي عبيدة في كتابه لصوص العرب. ومن هنا كان الجاحظ أول مؤلِّف في تاريخ الأدب يخص كتبًا كاملة في السخرية تحليلاً ودراسة لمجتمعه، كما فعل في كتابه البخلاء، ورسالته التربيع والتدوير.

## عوامل نبوغ الجاحظ في فن السخرية
تعددت العوامل التي جعلت من الجاحظ أديبًا ساخرًا، يجعل من السخرية فناً وأدباً له أشكاله وضروبه،. ومنها:

### 1- الوراثة
كان جد الجاحظ أسود يقال له فزارة. وكان هذا الجد فكهاً مرحاً؛ وكذلك كانت ام الجاحظ فيها ميل واضح إلى السخرية فقد روُيَ أن الجاحظ في حداثته مشتغلاً بالعلم، فطلب من أمه الطعام يومًا، فجائته بطبق فيه كراريس، فقال لها: ما هذا؟ قالت: هذا الذي تجئ به. فالميل إلى المرح والفكاهة والسخرية لدى الجاحظ يرجع في الجانب منه إلى الوراثة.

### 2- المجتمع والبيئة

#### أ- بيئته العامة
نشأ الجاحظ يبيع الخبز والسمك بسيحان، وكان يتردد على كتاب القرية، يتلقى مبادئ العلوم مع أمثاله من الصبيان. فهذان المجتمعان يحفلان بالنوادر والطرائف. وفي مجتمعه، أيضاً، ظهرت طبقات - أو طوائف - البخلاء، والحمقى، والمتعلمين، فسرت فيه روح الخفة والتهكم.
و قد كان هذا المجتمع حافلاً بالمتناقضات، مليئاً بالمخالفات، وكان على الجاحظ أن يقاوم - أثناء مكثه في بغداد - تياراً عاماً من الجد والكآبة والصرامة، وهذا ما يعلل إشاراته العديدة إلى فوائد الضحك.

#### ب- بيئته الفكرية
كان لبيئته الفكرية أثرها الكبير في نمو السخرية عنده، وبراعته فيها. فقد نشأ في الكُتاب حتى كبر سنه، ثم قصد شيوخ البصرة، وائمتها في العلم والأدب، ولزمهم. ومن شيوخ البصرة الذين لا يضيعون فرصة للسخرية أبو عبيدة بن معمر المثني، وإبراهيم بن سيار النظام؛ الذي كان مشهوراً بالدعابة والسخرية، وقد لازمه الجاحظ ملازمة شديدة، ظهرت آثارها في كتباته. ومنهم - أيضاً - ثمامة الأشرس، وقد نقل عنه تلميذه الجاحظ كثيراً من أدبه، كما كان أستاذاً له في المجون والفكاهة والنادرة اللاذعة. وفي بلاط المتوكل، اتصل الجاحظ برجال تخصصوا في الهزل والفكاهة والسخرية، منهم أبا العنبر الهاشمي، وأبا العنبس، والجماز. فصار الجاحظ واسع الأطلاع، موفور الثقافة، فقال عنه أبو هفان: “لم ار قط، ولا سمعت، من أحب الكتب والعلوم، أكثر من الجاحظ. وكان علمه لم يقف عند حد،”

## أسباب سخرية الجاحظ
إن سخر الجاحظ متصل بطبيعته المرحة، وفنه، وبموقفه من الحياة وهو موقف التوجيه والنقد، فلم تقم سخريته على عاطفة شخصية، ولم تقم على الهجاء أو الشتم. فعاش الجاحظ في مجتمعه بعين الخبير الناقد فكان يعالج المشكلات بالضحك والسخرية وخاصة في مواجهة خصومه. فسخر من كل تصرف أو قول غريب يخالف قواعد مجتمعه طمعاً في رد صاحبه إلى نصابه، أو رغبة في التسلية والمرح، فيُلاحظ أن تيار السخرية يسري في كل كتاباته التي تتناول شتى الموضوعات، والتي كانت تمتلئ بالأدلة والبراهين وخاصة الدينية كتفسير آية، وشرح حديث.

## منهجه
اعتبر المنهج الذي اتبعه الجاحظ في رسائله وكتبه منهجاً علمياً دقيقاً في البحث. حيث بدأ أسلوبه بالشك ثم النقد حتى يصل بواسطة الشمول والتعميم إلي الاستقراء.
وتظهر شخصية الجاحظ وحقيقة اهتمامه باستخدام العقل في البحث العلمي وذلك من خلال تجربته ونقده وعيانه وتعليله وسماعه وشكه. ومع ذلك نجد في شعره بعض المعاني الأدبية ويظهر فيها الجمال الفني الذي يجذب الناس للاستمتاع بشعره وهذا ما يفتقده كثير من الشعراء والأدباء.

## موضوعات السخرية في أدب الجاحظ

### 1- العيوب الجسمية والمظهرية
إن العيوب الجسمية والمظهرية من أهم موضوعات السخر وأكثرها رواجاً لدى الكُتّاب والشعراء. ومن هذه الأنماط نماذج عديدة ملأت عصر الجاحظ فكتب عنها، وقال عن نفسه ذات مرة: ”إنه وصف للخليفة المتوكل، أحد أولاده، فلما رأى الخليفة صورته استبشعها، فصرفه.” 

### 2- غرابة الطباع والأخلاق
اشتهر العصر العباسي بغرابة الطباع والأخلاق، فجاء الجاحظ بنقده وسخره ليبرزها محاولة لأصلاحها. وكان من أشهر تلك الطباع، وأبرز تلك الأخلاق التي تهكم بها:

#### أ- البخل
كثر البخلاء في عصر الجاحظ، وامتلكوا الثروات وتحكموا بأموالهم في المجتمع حيث أن التاجر الرابح يضن ويبخل على غيره. ولقد أفرد الجاحظ للبخيل كتاباً خاصاً، وهو كتاب البخلاء، فيه يصور حرص مجتمعه وشحهم، وجعل الدرهم عند البخيل يساوى دية مسلم، فيقول: ”الدرهم عشر العشرة، وأن العشرة عشر المائة، وأن المائة عشر الألف، وأن الألف عشر العشرة آلاف، أما ترى كيف ارتفع الدرهم إلى دية المسلم؟“ 

#### ب- النفاق
كان المرائي محلاً للسخر والتندر عند الجاحظ، فقال عن قاسم التمار، حين: ”أقبل على أصحاب له وهم يشربون النبيذ، وذلك بعد العصر بساعة، فقال بعضهم: قم صل فاتتك الصلاة! ثم أمسك عنه بساعة، ثم قال لأخر: قم، صل، ويلك، فقد ذهب الوقت. فلم أكثر عليهم في ذلك وهو جالس لا يقوم يصلي، قال له واحد منهم: أنت! لم لا تصلي؟ فأقبل عليه، فقال: ليس، والله، تعرفون أصلي في هذا قلت: وأى شيء أصلك؟ قال: لا نصلي، لأن هذه المغرب قد جاءت.“ 

#### ج- الجحود ونكران الجميل
سخر الجاحظ من الذين يحبون أن يأخذوا دون أن يعطوا، ويتنكرون لمن يسدي لهم الجميل.

#### د- البلادة والأهمال
قال الجاحظ، ساخراً من المهملين الذين لا يتثبتون من كلامهم ويلقونه دون فحص أو تمحيص: ”إن بعض أصحاب التفسير يزعم إن الله عاقب الحية، حين أدخلت إبليس في جوفها، حتى كلم آدم - على لسانها - بعشر خصال، منها شق اللسان، قالوا: فلذلك ترى الحية أبداً إذا ضربت لتقتل، كيف تخرج لسانها، لتري الظالم عقوبة الله لها، كأنها تسترحم، وصاحب هذا التفسير لم يقل ذلك إلا لحية كانت عنه تتكلم.“ 

#### ه- القصور العقلي
سخر الجاحظ من القصور العقلي وما يندرج تحته من الحمق، والجهل، والغفلة، والتناقض، وكذلك سخر من الذين يظهرون بمظهر العقلاء والحكماء فقال الجاحظ: ”قال أبو الحسن: جاء رجل إلى رجل من وجوه القوم، فقال: أنا جارك، وقد مات أخي. فمر لي بكفن. فقال: لا والله، ما عندي اليوم شيء، ولكن تعهدنا، وتعود بعد أيام، فسيكون ما تحب. قال أصلحك الله! فنؤجله، إلى أن يتيسر عندكم شيء؟!“ 
و من ألوان السخف والقصور العقلي التي حفل بها أدب الجاحظ ونالت قسطاً وفيراً من عبثه وسخره، الجهل والغفلة،  والخرافات والتحايل والخداع،  واللعب بعقول الناس، والتلاعب بالألفاظ.

## من أشهر أعماله
1. البيان والتبين
2. كتاب البخلاء
3. كتاب الحيوان
4. رسالة التربيع والتدوير
5. الأضداد والمتشابهات
6. المحاسن والاضداد
7. رسائل الجاحظ
8. كتاب البرصان والعرجان والعميان والحولان
9. الحنين إلى الأوطان
10. التاج في اخلاق الملوك
11. رسائل الجاحظ الأدبية والسياسية والكلامية
12. القول في البغال
13. تهذيب الأخلاق
14. رسالة جديدة للجاحظ في مناقب خلفاء بني العباس : دراسة وتحقيق
15. نظم القرآن

## البخلاء

كتاب البخلاء للجاحظ أحد أشهر كتب الأدب الساخر

إن الكتابة عن البخلاء، قبل الجاحظ، تتسم بالكتابة الإخبارية عن الماضي، فليس فيها إبداع، ولا تحليل، ولا تشخيص، فهي كتابة خالية من النزعة الفنية في رسم الشخصيات وتصويرها، وتصوير المجتمع، ولكنها غلب عليها الطابع السياسي، والمعرفة المجردة. أما كتاب البخلاء الذي وضعه الجاحظ، فكان مظهراً من مظاهر النزعة الأدبية لأنه أخذ هذا الموضوع فجعله موضوعاً فنياً خالصاً. إن الطريقة الأدبية التي صاغ بها الجاحظ كتابه، والمقدرة الفنية التي ظهرت في موضوعاته جعلته متفرداً في هذا الميدان. فكان هذا الكتاب مثلاً لهذه المقدرة على التصوير الساخر. ولقد جاء الكتاب صورة مُركزة لما كان يسود في مجتمعه، فقد تحدث عن طوائف المتحولين، والمشعوذين، والشطار، الصيادين والبحارة، وكذبة المحدثين، وطوائف المغنيين، ومروجي بضاعة القيان، وسخر من الأشرار والحمقى لإظهار نقائصهم وعيوبهم بأسلوبه التأليفي المميز لكتابه الذي وصفه في رسائل الجاحظ بأنه:”نوادر البخلاء، واحتجاج الأشحاء، وما يجوز في ذلك في باب الهزل وما يجوز في باب الجد“. كما تحدث عن الطوائف العليا في بنية المجتمع البغدادي والبصري آنذاك كاشفاً الضعف البشري في كل مظاهره.
لقد كان الجاحظ في كتابه دقيقاً في تصويره، ساخراً مع شخصياته، داعياً إلى الضحك والمزاح. قال في مقدمة كتابه: ”و لك في هذا الكتاب ثلاثة أشياء: تبين حجة طريفة، أو تعرف حيلة لطيفة، أو استفادة نادرة عجيبة، وأنت في ضحك منه إذا شئت، وفي لهو إذا قللت الجهد.“ وقد دافع الجاحظ عن الضحك، وبين آثاره وفوائده وقرر أنه غريزة ذلت قيمة للنفس والجسم.

## مقتطفات من كتاب البخلاء
سخر الجاحظ من أهل المرو لما عُرف عنهم بالبخل الشديد، فيقول: ”ويروى انه قيل لثمامة : أي الناس أبخل ؟
فقال : لم أر الديكة في بلدة قط إلا وهو لاقط، يأخذ الحبة بمنقاره، ثم يلفظها قدام الدجاجة، إلا ديكة مرو، فإني رأيت ديكة مرو تسلب الدجاج ما في مناقيرها من الحبوب. قال: فعلمت أن بخلهم شيء في طبع البلاد، وفي جواهر الماء، فمن ثم، عم جميع حيواناتهم“
و من القصص التي تصور البخل الشديد، قصة: معاذة العنبرية، فيقول: ”اجتمع ناس من المسجديين ممن ينتحلون الإقتصاد في النفقة، والتنمية للمال، من أصحاب الجمع والمنع، وكانوا إذا التقوا في حلقتهم تذاكروا البخل، وتصارحوه، وتدارسوه، فقال شيخ منهم: لم أر في وضع الأمور مواضعها، وفي توفيتها غاية حقوقها، كمعاذة العنبرية. قالوا: وما شأن معاذة هذه؟ قال: أهدى إليها، في هذا العام، ابن عم لها أضحية. فرأيتها كئيبة حزينة مفكرة مطرقة. فقلت لها: مالك يا معاذة قالت: أنا امرأة أرملة وليس لي قيم. ولا عهد لي بتدبير لحم الأضاحي. وقد ذهب الذين كانوا يدبرونه ويقومون بحقه. وقد خفت أن يضيع بعض هذه الشاة. ولست أعرف وضع جميع أجزائها في أماكنها. وقد علمت أن الله لم يخلق فيها ولا غيرها شيئاً لا منفعة فيه. ولكن المرء يعجز لا محالة. ولست أخاف من تضييع القليل إلا أنه يجر تضييع الكثير. أما القرن فالوجه فيه معروف وهو أن يجعل كالخطاف ويسمر في جذع من جذوع السقف فيعلق عليه الزبل والكيران وكل ما خيف عليه من الفأر والنمل والسنانير وبنات وردان والحيات وغير ذلك. وأما المصران فإنه لأوتار المندفة. وبنا إلى ذلك أعظم الحاجة. وأما قحف الرأس واللحيان وسائر العظام فسبيله أن يكسر بعد أن يعرق ثم يطبخ. فما ارتفع من الدسم كان للمصباح وللإدام وللعصيدة ولغير ذلك. ثم تؤخذ تلك العظام فيوقد بها. فلم يرى الناس وقوداً قط أصفى ولا أحسن لهباً منها. وإذا كانت كذلك فهي أسرع في القدر لقلة ما يخالطها من الدخان. وأما الإهاب فالجلد نفسه حراب. وللصوف وجوه لا تدفع. وأما الفرث والبعر فحطب إذا جفف عجيب. ثم قالت: بقي الآن علينا الانتفاع بالدم. وقد علمت أن الله عز وجل لم يحرم من الدم المسفوح إلا أكله وشربه وأن له مواضع يجوز فيها ولا يمنع منها. وإن أنا لم أقع على علم ذلك حتى يوضع موضع الانتفاع به صار كية في قلبي وقدي في عيني وهما لا يزال يعاودني. فلم ألبث أن رأيتها قد تطلقت وتبسمت. فقلت: ينبغي أن يكون قد انفتح لك باب الرأي في الدم. قالت: أجل ذكرت أن عندي قدوراً شامية جدداً. وقد زعموا أنه ليس شيء أدبغ ولا أزيد في قوتها من التلطيخ بالدم الحار الدسم. وقد استرحت الآن إذ وقع كل شيء موقعه! قال: ثم لقيتها بعد ستة أشهر فقلت لها: كيف كان قديد تلك الشاة قالت: بأبي أنت! لم يجيء وقت القديد بعد! لنا في الشحم والألية والجنوب والعظم المعروق وغير ذلك معاش! ولكل شيء إبان! فقبض صاحب الحمار والماء العذب قبضة من حصى ثم ضرب بها الأرض. ثم قال: لا تعلم أنك من المسرفين حتى تسمع بأخبار الصالحين.“
و يحكي الجاحظ ما حدث له مع صاحبه محفوظ النقاش فيقول: ”صحبني محفوظ النقاش من مسجد الجامع ليلاً. فلما صرت قرب منزله - وكان منزله أقرب إلى مسجد الجامع من منزلي - سألني أن أبيت عنده. وقال: أين تذهب في هذا المطر والبرد ومنزلي منزلك وأنت في ظلمة وليس معك نار وعندي لباً لم ير الناس مثله وتمر ناهيك به جودة لا تصلح إلا له! فملت معه فأبطأ ساعة. ثم جاءني بجام لبإ وطبق تمر. فلما مددت قال: يا أبا عثمان إنه لبإ وغلظه! وهو الليل وركوده! ثم ليلة مطر ورطوبة وأنت رجل قد طعنت في السن. ولم تزل تشكو من الفالج طرفاً. وما زال الغليل يسرع إليك. وأنت في الأصل لست بصاحب عشاء! فإن أكلت اللبأ ولم تبالغ كنت لا آكلاً ولا تاركاً وحرشت طباعك. ثم قطعت الأكل أشهى ما كان إليك. وإن بالغت بتنا في ليلة سوء من الاهتمام بأمرك ولم نعد لك نبيذاً ولا عسلاً. وإنما قلت هذا الكلام لئلا تقول غداً: كان وكان! والله وقد وقعت بين نابي أسد! لأني لو لم أجئك به وقد ذكرته لك قلت: بخل به وبدا له فيه. وإن جئت به ولم أحذرك منه ولم أذكرك كل ما عليك فيه قلت: لم يشفق علي ولم ينصح. فقد برئت إليك من الأمرين جميعاً. وإن شئت فأكلة وموتة! وإن شئت فبعض الاحتمال ونوم على سلامة! فما ضحكت قط كضحكي تلك الليلة. ولقد أكلته جميعاً فما هضمه إلا الضحك والنشاط والسرور فيما أظن. ولو كان معي من يفهم طيب ما تكلم به لأتى على الضحك أو لقضى علي. ولكن ضحك من كان وحده لا يكون على شطر مشاركة الأصحاب.“
و في موضع أخر يقول الجاحظ: ”وحديث سمعناه على وجه الدهر: زعموا أن رجلاً قد بلغ في البخل غايته وصار إماماً وأنه كان إذا صار في يده الدرهم خاطبه وناجاه وفداه واستنبطه. وكان مما يقول له: كم من أرض قد قطعت! وكم من كيس قد فارقت! وكم من خامل رفعت! ومن رفيع قد أخملت! لك عندي ألا تعرى ولا تضحي! - ثم يلقيه في كيسه ويقول له: اسكن على اسم الله في مكان لا تهان ولا تذل ولا تزعج منه! - وأنه لم يدخل فيه درهماً قط فأخرجه وأن أهله ألحوا عليه في شهوة وأكثروا عليه في إنفاق درهم فدافعهم ما أمكن ذلك. ثم حمل درهماً فقط. فبينا هو ذاهب إذ رأى حواء قد أرسل على نفسه أفعى لدرهم يأخذه. فقال في نفسه: أتلف شيئاً تبذل فيه النفس بأكلة أو شربة والله ما هذا إلا موعظة لي من الله! فرجع إلى أهله ورد الدرهم إلى كيسه - فكان أهله منه في بلاء. وكانوا يتمون موته والخلاص بالموت أو الحياة. فلما مات وظنوا أنهم قد استراحوا منه قدم ابنه فاستولى على ماله وداره. ثم قال: ما كان أدم أبى فإن أكثر الفساد إنما يكون في الإدام. قالوا: كان يأتدم بجبنة عنده. قال: أرونيها. فإذا فيها حز كالجدول من أثر مسح اللقمة! قال: ما هذه الحفرة قالوا: كان لا يقطع الجبن وإنما كان يمسح على ظهره فيحفر كما ترى! قال: فبهذا أهلكني وبهذا أقعدني هذا المقعد! لو علمت ذلك ما صليت عليه! قالوا: فأنت كيف تريد أن تصنع قال: أضعها من بعيد فأشير إليها باللقمة!“ 

## أثر السخرية الجاحظية في الأدب العربي
لقد كان تأثير الجاحظ في غيره من الكتاب عظيماً، لأنه خلق فناً جديداً لم يسبق إليه، فتطلع إليه طلاب الأدب في عصره، وامتدت آثار الجاحظ، مع الزمن، في ميدان الأدب الساخر، حتى وصلت إلى العصر الذي نعيش فيه. وتبينت أثر السخرية الجاحظية واضحاً في كثير من الكُتاب، منذ عصر الجاحظ، ومنهم:

### 1- ابن قتبية
تأثر ابن قتيبة بالجاحظ في سخره، واحتجاجه لذكر طرفه، ومزحه، وفكاهته، وسوق الهزل في موضع الجد. يقول في مقدمة كتابه عيون الأخبار: ”.. وسينتهي بك كتابنا هذا إلى باب المزاح والفكاهة، وما روُيَ عن الأشراف والأئمة فيهما. فإذا مر بك - أيها المتزمت - حديث تستخفه أو تستحسنه، أو تعجب منه أو تضحك له، فاعرف المذهب فيه وما أردنا به،“  ويكاد يتفق حجاج ابن قتيبة مع احتجاج الجاحظ في خلط الجد بالهزل، والدفاع عن الفكاهة والضحك، يقول الجاحظ في كتاب الحيوان: ”و إن كنا قد أمللناك بالجد، والاحتجاجات الصحيحة والمروحة، فسأنشطك ببعض البطالات..“ 
و قد اتفق ابن قتيبة مع الجاحظ في ذكر السوءات، وتأثر به في تصوير الحقيقة كما هي.

### 2- أبو حيان التوحيدي
ممن وضح تأثره بالجاحظ، أبو حيان التوحيدي، الذي احتذى مذهب الجاحظ في كل شيء،و احيا تراثه، لأنه تلقاه بالمتابعة، لتأثره به، وإقباله عليه، فاختص بوصف آراء المفكرين والنظار. وتأثر - أيضاً - بأستاذه في الدعوة إلى السخر والهزل، فقال: ”إن النفس تمل، كما أن البدن يكل، وكما إن البدن -إذا كلَّ - طلب الراحة، كذلك النفس - إذا كلَّت - طلبت الروح، كما لا بد للبدن أن يستعد ويستفيد بالجمام، كذلك لا بد للنفس أن تطلب الروح عند تكاثف الملل الداعي إلى الحرج.“
و لقد تمرس أبو حيان، بأساليب الجاحظ، وتأسى به، فناً وسخراً، وفلسفة، وإلماماً بالمعارف، وتشخيصاً لأمراض مجتمعه، حتى صار امتداداً لفنه.

### 3- من أدباء العصر الحديث
لقد تأثر الكثير من أعلام الكتابة، من الأدباء، في العصر الحديث، بأسلوب الجاحظ، مثل: العقاد، والرافعي، وأحمد حسن الزيات، والمازني، وأيضاً، أساتذة الجامعات العربية وغيرها، ومن أشهر ممن تأثروا بالجاحظ:

#### أ- طه حسين
بحسب ما وُرد في كتاب الأسلوب لأحمد الشايب، تأثر طه حسين بالجاحظ في أسلوبه فهو لا يهجم برأيه، إنما يذكره فقط كما يذكره لصديق، ثم يتطرق إلى المقدمات، محللاً، وناقداً، يُشرك القارئ في البحث حتى يصل إلى الرأي الصحيح، ثم: ”يتركك ويقف غير بعيد متحدياً لك أو ضاحكاً منك وذلك في عبارات رقيقة عذبة، أو قوية جزلة، فيها ترديد الجاحظ وتقسيمه...“

#### ب- أحمد أمين
تأثر أحمد أمين بالجاحظ على نحو ظاهر في دعوته للضحك، فيقول: ”إن الطبيعة عودتنا أن نجعل لكل باب مفتاحاً، ولكل كرب خلاصاً، ولكل عقدة حلاً، ولكل شدة فرجاً، فلما رأت الإنسان يُكثِّر من الهموم، ويخلق لنفسه المشاكل والمتاعب، أوجدت لكل ذلك علاجاً، فكان الضحك..“ وفي موضع أخر يقول: ”و الطبيعة ليست مُسرفة في المنح فلما لم تجد للحيوانات كلها هموماً، لم تضحكها، ولما وجدت الإنسان وحده هو المهموم المفحوم، جعلته وحده هو الحيوان الضاحك.“

## وصلات خارجية
- https://ar.wikipedia.org/wiki/%D8%A7%D9%84%D8%AC%D8%A7%D8%AD%D8%B8
- http://shamela.ws/index.php/author/787
- http://library.islamweb.net/newlibrary/showalam.php?ids=13974
- http://www.goodreads.com/author/show/2864016._
- https://www.youtube.com/watch?v=TPordKG_bG0